# Pataky István (járásbíró)
Sárvári és vámosujfalusi Pataky István (Gyulaháza, 1862. december 12. – 1912. november 22.) királyi járásbíró, alügyész.

## Élete
Pataky Árpád 1848-1849-es honvéd alezredes és rápolthi Nagy Erzsébet fia. A gimnáziumot Lőcsén, a jogot Máramarosszigeten végezte. Bírói oklevelet 1888-ban a királyi ítélőtáblánál szerzett. Joggyakornok és törvényszéki aljegyző volt 1884 augusztustól 1891-ig Beregszászon, törvényszéki jegyző 1892 májusig Szolnokon, királyi aljárásbíró 1896-ig Kisújszálláson, királyi alügyész Szolnokon 1897. júniusig és utána királyi járásbíró Igalon (Somogy megye).
Cikkeket írt a következő lapokba: Debreczen, Bereg, Munkács, Szigeti Lapok, Felvidék, Nyírvidék, Jásznagykunszolnokmegyei Lapok, Nagykunság, Kaposvár, Somogy, Somogyi Ujság, Népjog, Kisvárdai Lapok, Csöndes Órák, Magyar Nők Lapja és a Kóródi Sándor által szerkesztett Beregmegyei Naptárba.
Szerkesztette a Szűnóra c. szépirodalmi lapot 1885-ben Beregszászon, mely félév múlva megszűnt; 1893-ban alapította Kisújszálláson a Kisujszállás és Vidéke c. hetilapot és félévig volt e lapnak főmunkatársa.

## Munkái
- Az utólsó betyár. Elbeszélések. Karczag, 1898.
- A parti rablók és egyéb elbeszélések. Uo. 1898.
- Örvény s egyéb elbeszélések. Uo. 1900. (2. kiadás. Ugyanott, 1902.).
- A szép boszorkány és egyéb elbeszélések. Uo. 1902.
- Rusznyák Jóska kalandjai és egyéb elbeszélések. Kaposvár, 1900.